# Шилікуль
Шиліку́ль (рос. Шиликуль) — село у складі Заводоуковського міського округу Тюменської області, Росія.
Населення — 122 особи (2010, 132 у 2002).
Національний склад станом на 2002 рік:
- росіяни — 79 %